# Symfonie nr. 5½ (Gillis)
Symfonie nr. 5½ ; "A Symphony for Fun" is een Symfonie uit 1946 van de Amerikaanse componist Don Gillis.
Opvallend aan deze symfonie is natuurlijk de nummering die je zelden tegenkomt. Gillis gaf hiervoor zelf al verschillende verklaringen:
- hij was al met zijn 6e symfonie bijna klaar toen hij bleef zitten met twee delen, die daar eigenlijk niet in pasten; hij vond ze eigenlijk zo goed en leuk, dat hij er nog twee delen in dezelfde vrolijke stijl bij componeerde. Zijn vijfde was al klaar en in schetsen de zesde ook al, dus de logische nummering is dan 5½;
- hij was ten tijde van het componeren van zijn zesde symfonie radioproducer en was een keer stand-by met het NBC Strijkkwartet bij een radio-uitzending; zij waren aanwezig om eventuele ongevulde tijd tussen twee uitzendingen te kunnen opvullen, mocht dat nodig zijn. Gillis vroeg zich af, wat er zou gebeuren als de musici dan ineens een onbekend werk voor de neus zouden krijgen, dat weliswaar als klassieke muziek bestempeld kon worden, maar ook jazz-invloeden had. Hij maakte wat tijd vrij voor componeren en was binnen een paar minuten klaar met het werk en zette het op de lessenaars van de musici. Die vonden het uiteindelijke werkje zo leuk en goed, dat Gillis het werk arrangeerde tot een compositie voor orkest. Het werk is zo kort dat het eigenlijk geen hele symfonie kan zijn en daarom werd het symfonie nr. 5½ genoemd.

Doorgaand begonnen twee stafdirigenten van het NBC Symphony Orchestra (delen van) het werk vaker uit te voeren, rearrangeerden het en brachten het onder de aandacht van dirigent Arthur Fiedler, die de uiteindelijke première gaf met het Boston Pops Orchestra op 25 juni 1947. Gillis gaf het daarna weer terug aan het NBC SO om het ook uit te voeren later die zomer. Het kwam toen op het speelrooster van het orkest en hun befaamde dirigent Arturo Toscanini viel de vreemde nummering ook op. Denkend aan een tikfout, informeerde hij verder. Nee, zei de componist, de titel is goed. Nieuwsgierig geworden naar een compositie van zijn eigen producer vroeg hij de partituur en had direct een zwak voor het werk. Voor hem was het als geboren Italiaan een vreemd geluid, deze zeer vrolijke mix van klassieke muziek en jazz, met muzikale grapjes er in verwerkt. Er wordt geciteerd uit Petroesjka en andere werken.

Uiteindelijk werd de compositie uitgevoerd en uitgezonden op 21 september 1947, door een van de beste orkesten van die tijd onder leiding van een van de beste dirigenten van die tijd. Dit heeft deze compositie uiteindelijk het meeste bekende gemaakt van Gillis. In 1952 is er nog een balletversie van gemaakt in Engeland en daar werd het ook zeer populair.

## Delen
1. "Perpetual Emotion": Quite fast-in a gay manner;
2. "Spiritual?": Slowly;
3. "Scherzofrenia": Briskly-in a gay manner;
4. "Conclusion!": Quite fast.

## Discografie
De versie voor symfonieorkest werd op cd opgenomen door onder andere:
- Albany Symphony Orchestra onder leiding van David Alan Miller op het label "Albany Music Distribution" TROY 391 - Gillis: Music Inspired by the American Southwest in de Troy Savings Bank Music Hall, Troy (New York) in 1997.
- New London Orchestra onder leiding van Ronald Corp op het label "Hyperion" HYP 67067 - American Light Music Classics;
- New Symphony Orchestra of London onder leiding van de gastdirigent Don Gillis op het label "Dutton Vocalion" 765387416324 - Symphony No. 5 1/2; The Alamo; Portrait of a Frontier Town.
- Sinfonia Varsovia onder leiding van Ian Hobson op het label "Albany Music Distribution" TROY 888 - Don Gillis: An American Symphony; A Symphony of Faith; A Symphony for Fun in Studio S1 van het Poolse Radio in 2005.

De versie voor harmonieorkest door Maurice Ford werd op cd opgenomen door onder andere:
- Harmonieorkest St. Michaël Thorn onder leiding van Heinz Friesen op het label "KRO 1991" KH CD 9101 - Amerikaanse muziek uit de 20e eeuw in het Theater de Maaspoort te Venlo.
- Ouachita Baptist University Wind Ensemble onder leiding van Craig V. Hamilton op het label "Mark Records" - Zion in de Jones Performing Arts Center van de Ouachita Baptist University in 2004.
- Osaka Municipal Symphonic Band onder leiding van gastdirigent Heinz Friesen op het label "Fontec" FOCD-9204 - Sinfonietta "SUITO-SKETCHES" live-opname in het Festival Hall te Osaka in 2003.

## Bron
1. uitgave Albany Records, die onlangs de gehele symfoniecyclus van Gillis heeft uitgegeven.